# 石土地公
石土地公，是台灣新北市五股區的一個地名，位於該區中部偏西南，範圍大致包括水碓里西北端、德音里西南端除外部分、民義里西南部。

## 歷史
台灣清治末期至日治前期，石土地公地區為一街庄，稱為「石土地公庄」，隸屬於八里坌堡。該庄西北及北與五股坑庄為鄰，東及南與水碓庄相鄰，西邊為菁埔庄。
1920年（日治大正九年），該庄改制為「石土地公」大字，隸屬於臺北州新莊郡五股庄，大字下有「石土地公」、「外寮」、「蓬萊坑」小字名。戰後五股庄改制為五股鄉，隸屬於臺北縣，大字亦改制為村。2010年12月臺北縣改制為新北市，五股鄉改制為五股區，村改制為里。

## 交通
縣道107號（成泰路一段）大致以南北向經過本地區東部，往北可前往成子寮，往南可前往泰山、樹林。縣道107甲（新五路二段）為其支線，往北亦可前往成子寮，往南可前往五股交流道、新莊。

## 學校
- 憲兵訓練中心（校本部）